# شش‌پیر (رود)
رودخانه شش‌پیر سپیدان نام یکی از رودخانه‌های استان فارس می‌باشد. سرچشمه این رودخانه چشمه شش‌پیر در ۱۵ کیلومتری شهر اردکان می‌باشد.

## جغرافیا
این رودخانه مهم، از کوه‌های شمال شرقی اردکان سرچشمه می‌گیرد و پس از پیوستن به رود کوچک اردکان به سمت جنوب جریان می‌یابد و در محلی به نام رودیان، وارد دهستان دشمن زیاری می‌شود. رودخانه شش پیر پس از آبیاری اراضی کشاورزی دهستان دشمن زیاری در ۱۸ کیلومتری خاور فهلیان به رود شیرین می‌پیوندد و وارد دهستان رستم می‌شود.